# Феноцианины
Феноцианины — В, R, ТВ, TV, V — пигменты, открытые Дюраном и Гугененом в 1896 г..  Представляют собой или пасту, или густые жидкости, окрашенные в синий, зелёный или фиолетовый цвета. Употребляются для окрашивания шерсти, протравленной хромовыми солями, в синий цвет различных оттенков, а также и в ситцепечатании, причем протравой служит уксуснокислый хром. Эти краски отличаются выдающейся прочностью по отношению к свету и мылу.